# Костойчинова валавица
Костойчиновата валавица (на македонска литературна норма: Костојчинова валавица) е традиционна суха валавица, намираща се в стружкото село Вевчани, Северна Македония. Валавицата, разположена на Вевчанската река, заедно със съседните Костойчинов вир и Костойчинова воденица е обявена за важно културно наследство на Република Македония.
Валавицата (валайцата) заедно като вира е изградена в началото на XX век и пак като него работи до третата четвърт на века. В 2007 година започва нейната реконструкция. Съоръжението се снабдява с вода от реката чрез дървени корита, които са запазени в оригинален вид. Водата се регулира с гечме. Задвижващата част е оригинална и се състои от вретено и на него колело с дървени перки, наречени кутлици. Вътрешната част на валавицата, влизаща под къщата на собствениците, е обновена. Изработени са дървени назъбени чукове, окачени на частта наречена старец с помощта на греди, наричани игли. Изработена е и част от дъски, наричани плещи, както и долната част сандък, също от дъски, в който се слага надиплена вълнената тъкан за обработка, валене с постоянно квасене с хладка вода. Реконструкцията на валавицата е направена по пример на запазените валавици в село Вирово, Демирхисарско. Това е тип валавици със старец, а не с разбой, вероятно типичен за този край. Сухата валавица се използва за обработка на вълнения филц. С помощта на водата платовете се перат, вълнените влакна се разпридат, основата вече не се познава и тъканта става гъста, но в същото време придобива мекост и еластичност.